# 李度妍
李度妍（韓語：이도연，1985年12月26日—）或譯李道妍，是一名韓國女演員。

## 演出作品

### 電視劇
- 2012年：JTBC《住在清潭洞》飾演 冒牌女巫
- 2013年：JTBC《皇家別墅》飾演 俱樂部女[4]
- 2013年：tvN《一起吃飯吧》飾演 吳度妍[5]
- 2014年：MBC《酒店之王》飾演 李葉子
- 2014年：SBS《現代農夫》飾演 鳳蓮[6]
- 2015年：tvN《豪苟的愛》飾演 韓誠實
- 2015年：KBS2《Drama Special-滑稽的女子》飾演 楊陽熙
- 2015年：tvN《一起吃飯吧2》飾演 吳度妍(EP1)
- 2016年：tvN《打架吧鬼神》飾演 京子(EP16)
- 2016年：JTBC《老婆這週要出牆》飾演 李道燕
- 2017年：SBS《我的野蠻女友》飾演 相親女(EP8)
- 2017年：KBS2《Go Back夫婦》飾演 金藝琳
- 2018年：tvN《金秘書為何那樣》飾演 記者(EP4)
- 2018年：OCN《Player》飾演 羅元學的妻子
- 2018年：tvN《雞龍仙女傳》飾演 乞丐
- 2018年：KBS2《國標舞女孩》飾演
- 2019年：SBS《獬豸》飾演 逃亡少女
- 2020年：MBC《SF8-Blink》飾演 KCSI調查官
- 2020年：JTBC《回到18歲》飾演 洪詩雅的朋友(EP1)
- 2022年：SBS《我們從今天開始》飾演 柳藝理
- 2025年：TVING《春畫戀愛談》飾演 在衣坊讀故事書給兩位友人聽的女子

### 電影
- 2013年：《黑道小子巨星夢》飾演 英語老師[7][8]
- 2013年：《殘酷舞台》飾演 客人
- 2014年：《高跟神探（朝鲜语：하이힐 (2014년 영화)）》飾演 許布的女人之一
- 2014年：《獵殺對戰（朝鲜语：몬스터 (2014년 영화)）》飾演 小吃店阿姨
- 2014年：《尚衣院》飾演 洪尚宮
- 2016年：《男神貴姓》飾演 KTX卡大嬸
- 2016年：《我的麻煩老哥》飾演 俱樂部搭訕女[9]

### 話劇
- 2010年：《小心謹慎的家族 釜山(소심한 가족-부산)》
- 2011年：《小心謹慎的家族 ZERO(소심한 가족 ZERO)》
- 2013年：《辣妹(핫걸)》
- 2016-17年：《找人(사람을 찾습니다)》
- 2018年：《第4屆武竹節-雲霄島(제4회 무죽 페스티벌-운소도)》
- 2019年：《第2屆女權主義戲劇節-心靈的犯罪(제2회 페미니즘 연극제-마음의 범죄)》[10]
- 2020年：《哭喪著臉的3天(웃픈3일)》

### 綜藝
- 2021年：KBS 2《Come Back Home》[11]

## 外部連結
- 李度妍的Instagram帳戶
- 李度妍在NAVER上的资料
- 李度妍在韩国电影数据库（KMDb）上的資料（韓語）
- 李度妍在互联网电影资料库（IMDb）上的資料（英文）